# Astronave

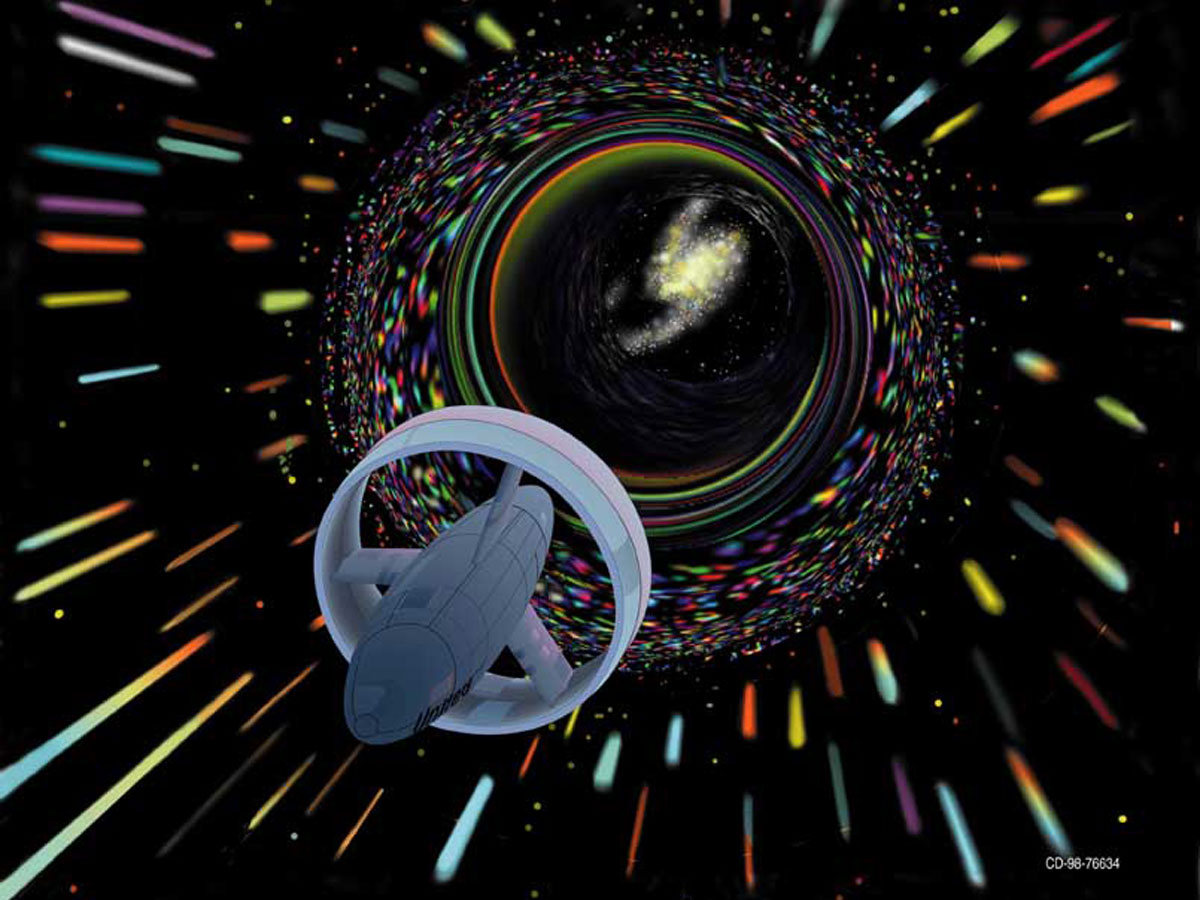
Rappresentazione d'artista di un ipotetico veicolo spaziale che viaggia inoltrandosi in un cunicolo spazio-temporale (Wormhole Induction Propelled Spacecraft)

Un'astronave (detta anche nave stellare o navicella spaziale) è un veicolo spaziale progettato per viaggiare nello spazio o, nella fantascienza, per il viaggio interstellare, cioè in grado di raggiungere sistemi planetari diversi da quello di partenza.
La fantascienza (in particolare il filone della space opera) abbonda di storie che descrivono questo genere di veicoli e nel corso degli anni molti autori hanno descritto astronavi di varie forme: in alcuni anime l'astronave principale aveva la forma di una corazzata giapponese della seconda guerra mondiale, nella Guida galattica per gli autostoppisti le astronavi hanno forma di mattoni gialli, e nella fantascienza degli anni cinquanta spesso le astronavi aliene sono dischi volanti.
L'umanità non ha mai costruito un'astronave, tuttavia molti scienziati (come Freeman Dyson e il suo Progetto Orione) hanno proposto ipotesi ingegneristiche riguardanti la possibilità di intraprendere viaggi interstellari.

## Sistemi di propulsione oltre la velocità della luce

Rappresentazione della curvatura (da Star Trek); si notino la contrazione dello spaziotempo (prima e dopo l'astronave) e la bolla di curvatura che racchiude il mezzo.

Caratteristica principale delle astronavi della fantascienza è la possibilità di viaggiare a una velocità maggiore di quella della luce.
I sistemi per ottenere questo risultato sono diversi: alcuni contraddicono la teoria della relatività, altri semplicemente l'aggirano con ingegnose capriole, continuando a rispettarla.

### La propulsione superluminale
Nella narrativa e nel cinema sono stati ipotizzati decine di sistemi per superare il limite della velocità della luce. Tra i più famosi ricordiamo:
- il motore a curvatura (Warp Drive) delle serie televisive Star Trek
- l'FTL Drive di Battlestar Galactica
- l'iperspazio di Stargate SG-1, Stargate Atlantis, Guerre stellari e molti racconti
- la propulsione Cherenkov di Fanteria dello spazio
- l'effetto Holtzman del Ciclo di Dune
- il Salto del Ciclo delle Fondazioni
- i portali galattici e l'effetto massa dalla serie di videogiochi Mass Effect (i primi utilizzati per i viaggi più lunghi, il secondo sfruttato dai motori delle navi spaziali della serie per spostamenti più corti)
- il contenimento e l'utilizzo del buco nero della nave Event Horizon dal film Punto di non ritorno

## Sistemi subluce
Si sono studiati diversi metodi per far arrivare un'astronave in altri sistemi stellari senza dover raggiungere o superare la velocità della luce, affrontando viaggi di durata molto lunga. Il primo è quello di usare astronavi automatizzate, prive di equipaggio, o sonde robotiche (vedi Programma Voyager).
Per quanto riguarda le astronavi con equipaggio umano in viaggi molto lunghi, si sono ipotizzati principalmente due sistemi: le astronavi generazionali e le navi dormitorio.

### Nave generazionale
Le astronavi generazionali sono grandi arche a propulsione convenzionale, dotate di un ecosistema autonomo, pensate per poter trasportare in modo ragionevolmente confortevole, in viaggi lunghi anche secoli, un equipaggio umano e i suoi discendenti. Non esistono attualmente ragioni economiche, sociali o ambientali per finanziare tali migrazioni interstellari. Molte storie di fantascienza presuppongono un'eccessiva sovrappopolazione della Terra o un'imminente catastrofe planetaria per giustificarli. L'astronave generazionale è l'unico sistema teoricamente alla nostra portata per far giungere equipaggi umani in altri sistemi stellari.

#### Le navi generazionali nella narrativa
Le navi generazionali fanno la loro comparsa in numerosi romanzi di fantascienza. Universo (anche Orfani del cielo, titolo originale Orphans of the Sky) del 1963 di Robert A. Heinlein è considerato il primo grande romanzo sul tema: vi si suppone che i discendenti dell'equipaggio originale abbiano perso memoria non solo dell'originario scopo della missione, ma addirittura dell'esistenza di un mondo esterno della loro immensa astronave, che costituisce dunque tutto il loro universo.
In Incontro con Rama (Rendez-vous With Rama), un romanzo del 1973 di Arthur C. Clarke, vi è la scoperta di un'enorme astronave aliena diretta verso il Sole, costituita da un cosiddetto cilindro di O'Neill, un vero e proprio habitat con tanto di valli e mari interni sostenuti unicamente dalla forza centrifuga dovuta alla rotazione dell'enorme massa cilindrica.
Poi Non-stop di Brian Aldiss (1958) e L'astronave dei dannati (Ship of Fools) del 2001 di Richard Paul Russo (qui però non c'è una classica nave generazionale, dato che nel corso del romanzo si scopre che l'astronave è dotata di propulsione superluminale).

### Nave dormitorio
Nelle navi dormitorio la maggior parte degli occupanti (o tutto l'equipaggio) sono mantenuti in uno stato di ibernazione o di animazione sospesa, necessaria su quelle astronavi che per vari motivi non possono fungere da nave generazionale, ad esempio quando le risorse non fossero sufficienti a garantire la vita di tutto il carico umano.
Allo stato attuale non sono disponibili tecnologie che consentano l'ibernazione di esseri umani.

#### Le navi dormitorio nella narrativa
Tra gli esempi il romanzo 2001: Odissea nello spazio di Arthur C. Clarke, il film omonimo di Kubrick, l'episodio "Spazio profondo" della serie televisiva Star Trek (episodio n.24 della serie classica) e i film della serie Alien.
Passengers – film del 2016 diretto da Morten Tyldum

### Astronavi autoreplicanti
L'idea di base di tale tipo di astronavi, conosciute anche come sonde di von Neumann dal nome del matematico ungherese von Neumann che per primo studiò con rigore scientifico il concetto di macchina autoreplicante, è quello di sfruttare le materie prime trovate nel sistema di destinazione per creare copie di sé stessa. Le copie possono poi procedere verso altri sistemi solari ripetendo il processo.
È stato teorizzato che un'astronave del genere, che viaggi a velocità pari a circa 0,1 c (senza quindi esotici propulsori ultraluce), potrebbe espandersi in una galassia delle dimensioni della Via Lattea in circa mezzo milione di anni.
La tipologia delle missioni di tali astronavi, e le loro caratteristiche di riproduzione, variano enormemente.
Tra gli esempi in letteratura si possono citare la saga dei Berserker di Fred Saberhagen e il romanzo L'anello di Caronte di Roger MacBride Allen. Macchine di questo tipo sono inoltre presenti nelle serie televisive Stargate SG1 e Stargate Atlantis con il nome di "replicatori". Nei videogiochi, delle astronavi autoreplicanti sfuggite ad ogni controllo rappresentano uno dei principali nemici in X³: Terran Conflict.

## Astronavi presenti nei media
Alcuni celebri esempi di astronavi immaginate nei media (in ordine alfabetico).

### Astronavi in film e telefilm
- Elysium (Pandorum L'universo parallelo)
- Andromeda Ascendant (serie tv Andromeda)
- Avalon (Passengers)
- Daedalus (serie tv Stargate Atlantis)
- Discovery One (2001: Odissea nello spazio)
- Base Stellare Galactica (serie tv Battlestar Galactica)
- Endurance (Interstellar)
- USS Enterprise (serie tv di Star Trek)
- Event Horizon (Punto di non ritorno)
- Icarus II (Sunshine)
- Jupiter 2 (serie tv Lost in Space)
- Resolute (Lost in Space)
- Millennium Falcon (ciclo cinematografico di Guerre stellari)
- Morte Nera (ciclo cinematografico di Guerre stellari)
- Nostromo (ciclo cinematografico di Alien in Alien)
- Orion (serie tv Le fantastiche avventure dell'astronave Orion)
- Prometheus (serie tv Stargate SG-1)
- Prometheus (Prometheus ambientato nell'universo di Alien)
- Serenity (serie tv Firefly)
- Star destroyer (ciclo cinematografico di Guerre stellari)
- USS Sulaco (ciclo cinematografico di Alien in Aliens e Alien³)
- USS Voyager (serie tv Star Trek: Voyager)

### Astronavi in videogiochi e giochi
- Ebon Hawk (serie di videogiochi Knights of the Old Republic)
- Exodar (serie dell'universo di Warcraft)
- USS Hannibal (Quake 4)
- USG Ishimura (serie di videogiochi Dead Space)
- Midway (serie di videogiochi Wing Commander in Wing Commander: Prophecy)
- Normandy SR-1 (Mass Effect)
- Normandy SR-2 (Mass Effect 2 e Mass Effect 3)
- Orgoglio di Hiigara (serie di videogiochi Homeworld)
- UNSC Pillar Of Autumn (serie di videogiochi Halo)
- Spirit of Fire (Serie di videogiochi Halo in Halo Wars)
- Hyperion (Trilogia di Starcraft 2)

### Astronavi in fumetti e cartoni
- Arcadia (anime Capitan Harlock)
- Argo (anime Baldios - Il guerriero dello spazio)
- Macross Frontier (anime Macross Frontier)
- SDF-1 Super Dimensional Fortress 1 (anime Robotech)
- Yamato (Argo) (anime Star Blazers)
- Yasdam (anime Danguard)

### Astronautica
- Volo spaziale
- Veicolo spaziale
- Spazioplano
- Konstantin Ciolkovskij: scienziato russo e teorico del volo spaziale.
- Freeman Dyson: il Progetto Orione è stato il primo studio di progetto di un'astronave a propulsione nucleare.
- Progetto Dedalus: simile al Progetto Orione, sviluppato dalla British Interplanetary Society (BIS)

### Fantascienza
- Motore a curvatura
- Viaggio interstellare